# 精细小苦荬
精细小苦荬（学名：Ixeridium elegans）为菊科小苦荬属的植物，是中国的特有植物。分布在中国大陆的陕西、四川、山西、甘肃、河南等地，生长于海拔1,150米至1,900米的地区，多生在路旁、山坡或河谷，目前尚未由人工引种栽培。